# Defiance (2008)
Defiance (Brasil: Um Ato de Liberdade / Portugal: Resistentes) é um filme de guerra da Segunda Guerra Mundial de 2008 escrito, produzido e dirigido por Edward Zwick, criado durante a Ocupação da Bielorrússia pela Alemanha nazista. O filme é um relato dos Partisans Bielski, um grupo liderado por quatro irmãos judeus que salvaram judeus e recrutados na Bielorrússia durante a Segunda Guerra Mundial. O filme é estrelado por Daniel Craig como Tuvia Bielski, Liev Schreiber como Zus Bielski, Jamie Bell como Asael Bielski e George MacKay como Aron Bielski. O filme é uma adaptação do livro de Nechama Tec Defiance: The Bielski Partisans.
A produção começou no início de setembro de 2007 e teve um lançamento limitado nos Estados Unidos em 31 de dezembro de 2008, e entrou na liberação geral em todo o mundo, em janeiro e fevereiro de 2009.

## Sinopse
O filme conta a história de três irmãos judeus, Tuvia Bielski, Zus Bielski e Azael Bielski, que fogem da perseguição nazista e se escondem na floresta. Desde criança a única coisa que pensam é em sua sobrevivência, porém quanto mais eles mostram seus atos de bravura, diversas pessoas vão procurá-los em busca da liberdade.
Com a aproximação de um inverno brutal eles trabalham para criar uma comunidade e manter a fé de todos viva.

## Elenco
- Os quatro irmãos da família Bielski
  - Daniel Craig como Tuvia Bielski
  - Jamie Bell como Asael Bielski
  - Liev Schreiber como Zus Bielski
  - George MacKay como Aron Bielski
- Alexa Davalos como Lilka Ticktin,
- Tomas Arana como Ben Zion Gulkowitz, o líder da resistência
- Allan Corduner como Shamon Haretz
- Mark Feuerstein como Isaac Malbin
- Jodhi May as Tamara Skidelski
- Kate Fahy como Riva Reich

## Produção
Zwick começou a escrever um roteiro para Defiance, em 1999, depois de ter adquirido os direitos de filmagem sobre o livro de Tec. Zwick desenvolveu o projeto com sua produtora, a Bedford Falls Company, e o projeto foi financiado pela empresa com sede em Londres Grosvenor Park Productions com um orçamento de $50 milhões.
Em maio de 2007, o ator Daniel Craig foi escolhido para o papel principal. Paramount Vantage adquiriu os direitos para distribuir Defiance nos Estados Unidos e no Canadá. Em agosto de 2007, Liev Schreiber, Jamie Bell, Alexa Davalos e Tomas Arana foram lançados. A produção começou no início de setembro de 2007, para que Craig pudesse completar as filmagens de Defiance antes de reprisar seu papel como James Bond em Quantum of Solace.
Defiance foi filmado em três meses na Lituânia, do outro lado da fronteira com a Bielorrússia. Co-produtor Pieter Jan Brugge sentiu os locais de gravação, entre 150 e 200 quilômetros dos locais reais, emprestando autenticidade; alguns extras locais eram descendentes de famílias que haviam sido resgatados pelo grupo.
O tanque visto em cena é uma réplica do Panzer III, tendo sido usado nas filmagens de Enemy at the Gates de 2001.

## Resposta
Defiance recebeu mistas a positivas críticas dos críticos de cinema. Rotten Tomatoes relataram que 57% dos críticos deram ao filme uma revisão positiva com base em uma amostra de 132, com uma pontuação média de 5.8/10. No Metacritic, que atribui uma classificação normalizada de 100 a opiniões dos críticos principais, o filme recebeu uma pontuação média de 58 com base em 34 comentários.

## Bilheteria
Defiance fez $128,000 durante suas duas semanas de lançamento limitado em Nova York e Los Angeles, Califórnia. Ele fez $10 milhões durante o seu primeiro fim de semana de lançamento amplo nos Estados Unidos, e até o final do prazo de sua bilheteria, o filme fez aproximadamente $50 milhões no mundo todo.

## Prêmios e nomeações
Em 22 de janeiro de 2009, o filme recebeu uma indicação ao Oscar na categoria de Melhor Trilha Sonora Original para sua trilha sonora de James Newton Howard. Ele também foi nomeado para o Globo de Ouro de Melhor Trilha Sonora Original para 2008.

## Home media
Defiance foi lançado em DVD e Blu-ray em 2 de junho de 2009. As características do bônus incluído um comentário pelo diretor Edward Zwick, e quatro características sobre o making of do filme.